# Paraceresa trifasciata
Paraceresa trifasciata är en insektsart som beskrevs av Remes-lenicov 1971. Paraceresa trifasciata ingår i släktet Paraceresa och familjen hornstritar. Inga underarter finns listade i Catalogue of Life.